# Cass Sunstein
Cass Robert Sunstein (Concord, 21 de setembro de 1954) é um advogado norte-americano, particularmente nas áreas de direito constitucional, direito administrativo, direito ambiental e direito e economia comportamental, que era o Administrador do Escritório da Informação da Casa Branca e Regulatory Affairs na administração Barack Obama de 2009 a 2012. Por 27 anos, Sunstein ensinou na Faculdade de Direito da Universidade de Chicago. Sunstein é o atual professor da Universidade Harvard.

## Biografia

### Vida pessoal e educação
Cass R. Sunstein é atualmente o professor da universidade de Robert Walmsley, em Harvard. De 2009 a 2012, foi administrador da Casa Branca de Informação e Assuntos Regulatórios. Ele é o fundador e diretor do Programa de Economia Comportamental e Políticas Públicas da Harvard Law School.
Sunstein é autor de muitos artigos e livros, incluindo Republic.com (2001), Risk and Reason (2002), Why Societies Need Dissent (2003), The Second Bill of Rights (2004), The Laws of Fear: Beyond the Precautionary Principle, Nudge: Improving Decisions about Health, Wealth, and Happiness (com Richard H. Thaler, 2008), Simpler: The Future of Government (2013) e mais recentemente, Why Nudge? (2014) e Conspiracy Theories and Other Dangerous Ideas (2014).